# Melipotis confusa
Melipotis confusa är en fjärilsart som beskrevs av Heinrich Benno Möschler. Melipotis confusa ingår i släktet Melipotis och familjen nattflyn. Inga underarter finns listade i Catalogue of Life.